# José Bernardo Alcedo

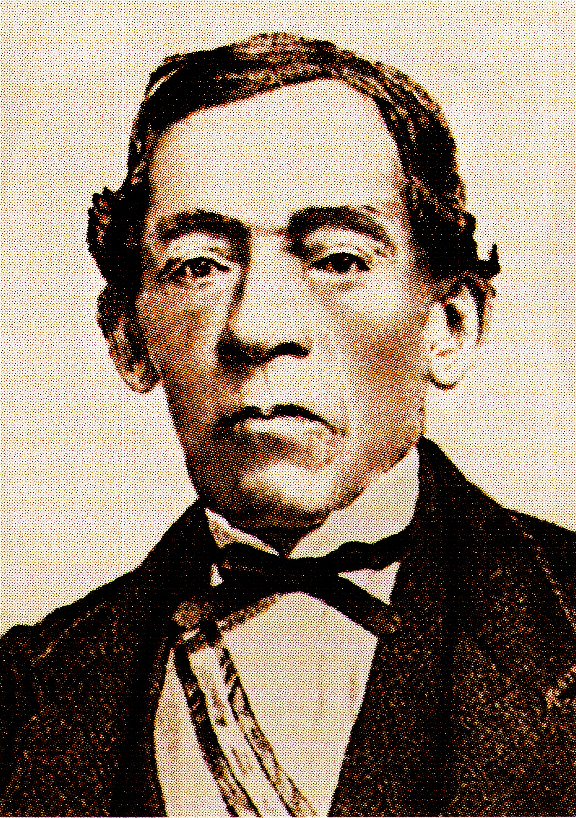
José Bernardo Alcedo

José Bernardo Alcedo (* 20. August 1788 in Lima; † 28. Dezember 1878 ebenda) war ein peruanischer Komponist.
Alcedo trat 1822 der chilenischen Armee als Leiter der Militärkapellen bei. 1846 wurde er Kapellmeister an der Metropolitankathedrale von Santiago de Chile. Nach vierzig Jahren Aufenthalt in Chile kehrte 1864 er nach Peru zurück, wo er Generaldirektor der peruanischen Militärkapellen und Präsident der Philharmonischen Gesellschaft wurde.
Alcedo ist der Komponist der peruanischen Nationalhymne, „Somos libres, seámoslo siempre“ (auf einen Text von José de la Torre Ugarte 1822). Er komponierte neben Kirchenmusik (Messen, Hymnen, Litaneien) überwiegend Militärmusik. In seinem Werk Filosofía elemental de la música, erschienen 1869, behandelt er Strukturen der Musik der Quechua.
Sein Werkskatalog umfasst etwa 30 Werke.

## Schriften
- Filosofía elemental de la música, o sea, la exégesis de las doctrinas conducentes a su mejor inteligencia. Imprenta Liberal, Lima 1869. (PDF; 43,1 MB).